# Jürgen Mosler
Jürgen Mosler (* 1955) ist ein deutscher Neonazi.

## Werdegang
Jürgen Mosler wurde neben Thomas Brehl und Christian Worch als Michael Kühnens Stellvertreter in der Aktionsfront Nationaler Sozialisten/Nationale Aktivisten (ANS/NA) bekannt. Nach deren Verbot hatte Mosler Führungspositionen in der Gesinnungsgemeinschaft der Neuen Front (GdNF) und der Freiheitlichen Deutschen Arbeiterpartei (FAP). 1986 kam es zu einem ideologischen Bruch mit Michael Kühnen, als eine Gruppe um Mosler ein Manifest gegen Homosexualität veröffentlichte. Mosler, der bei dieser Aktion federführend war, bezeichnete Homosexualität als „krankhafte Abnormalität“. Kühnen, der im Verlauf dieser Auseinandersetzung sein Coming-out vollzog, verließ die GdNF zusammen mit Thomas Brehl.
Mosler führte zusammen mit Michael Swierczek und Christian Malcoci die GdNF und übernahm sowohl die Zeitschrift Neue Front – Publikation des Nationalen Widerstands als auch die Leitung des Komitees zur Vorbereitung der Feierlichkeiten zum 100. Geburtstag Adolf Hitlers (KAH). Als Autor publizierte er außerdem in der österreichischen Zeitung Sieg, die von Walter Ochensberger, dem Vorsitzenden des Bundes Volkstreuer Jugend, herausgegeben wurde.
Moslers Gruppe erlangte auch in der FAP Einfluss. Mosler war lange als Generalsekretär tätig. 1990 verließen sie allerdings die Partei, nachdem Friedhelm Busse 1990 als Vorsitzender wiedergewählt wurde. Mosler und seine Weggefährten gründeten anschließend die Nationale Offensive. 1995 kam es zu einem Prozess, bei dem er gestand, die verbotene ANS/NA in das KAH überführt zu haben, und zu zwei Jahren Haft auf Bewährung verurteilt wurde. Jürgen Rieger war für dieses zweite Verfahren als Anwalt Moslers nicht zugelassen worden. Danach (und auch zuvor) schrieb Mosler regelmäßig für die Nordische Zeitung der Artgemeinschaft – Germanische Glaubens-Gemeinschaft wesensgemäßer Lebensgestaltung und trat als Redner 1998 am „1. Tag des Nationalen Widerstands“ für die NPD auf. Seit Jürgen Riegers Tod am 29. Oktober 2009 ist er „Schriftleiter“ der Nordischen Zeitung.
2009 trat Mosler als NPD-Kandidat für die Kommunalwahl in Oberhausen im Bezirk Alt-Oberhausen an, wurde jedoch nicht gewählt. Die NPD erreichte gerade einmal 0,1 % der Stimmen.